# مارك ديلاني (راكب الكنو)
مارك ديلاني (بالإنجليزية: Mark Delaney)‏ هو راكب الكنو بريطاني، ولد في 13 يوليو 1964 في كامبريدج في المملكة المتحدة.

## وصلات خارجية
- مارك ديلاني على موقع أوليمبيديا (الإنجليزية)
- مارك ديلاني على موقع اللجنة الأولمبية البريطانية (الإنجليزية)